# Igor Konsztantyinovics Romanov orosz herceg
Igor Konsztantyinovics orosz herceg (oroszul: Князь Игор Константинович Романов; Szentpétervár, 1894. május 29./június 10. – Alapajevszk, 1918. július 18.) orosz herceg, az Orosz Cári Hadsereg tisztje, 1918-ban kivégezték a bolsevikok.

## Élete
Igor Konsztantyinovics herceg a fővárosban, más források szerint Pavlovszkban vagy Sztrelnában, 1894 júniusában látott napvilágot Konsztantyin Konsztantyinovics nagyherceg és Erzsébet szász–altenburgi hercegnő hatodik gyermekeként, egyben ötödik fiaként. III. Sándor cár törvénye értelmében csupán hercegi rangot viselhetett, mivel nagyapja nem volt uralkodó.
Konsztantyin nagyherceg verseket és színdarabokat írt, és fiait is irodalmi pályára szánta. Ennek megfelelően kiváló oktatásban részesítette őket; noha álmát csak Oleg Konsztantyinovics teljesítette, többi fia mind a családi hagyományoknak megfelelő katonai karriert választotta. Igor herceg a szentpétervári Corps des Pages katonai akadémiára jelentkezett, melynek elvégzése után az Iszmajlovszkij Testőrségi Ezredhez csatlakozott. Annak ellenére, hogy a seregben szolgált, Igor herceg örökölte apja odaadását és rajongását a színjátszás és az irodalom iránt; édesanyjához hasonlóan közkedveltségnek örvendett mind a családban, mind a nép körében.
Az első világháború kitörésekor bátyjaival együtt csatlakozott a frontra vonuló ezredekhez. Igor Konsztantyinovics ekkor az Iszmajlovszkij Ezred kapitányi posztját viselte; a háború során tanúsított bátorságáért hősként tisztelték. Gyenge egészségét megviselték a rossz körülmények, és 1915 végén súlyos gümőkórral hagyta ott a frontot. Noha rövid időn belül visszatért katonáihoz, tényleges hadmozdulatokban egyre ritkábban vett részt folyamatos betegeskedése miatt.
A bolsevikok hatalomra jutását követően bátyjaival, Ivan és Konsztantyin hercegekkel együtt a kormány őrizetbe vette. Nagybátyjuk, Szergej Mihajlovics nagyherceg és titkára, valamint unokatestvérük, Vlagyimir Pavlovics Palej herceg társaságában Szibériába deportálták őket. A foglyokat április 4-én Vjatkába szállították, ahol külön szállásolták el őket. Április 30-án a helyi bolsevik tanács rendelkezésére az összes családtagot átszállították az Urál-hegységben fekvő Jekatyerinburgba. Itt csatlakozott hozzájuk Jelizaveta Fjodorovna nagyhercegné, a cárné nővére, aki férje halála után kolostorba vonult, és Jekatyerinburgba elkísérte egyik rendtársnője is. Május 18-án a rabokat vonatra tették, hogy két nap múlva megérkezzenek a Jekatyerinburgtól körülbelül kétszáz kilométerre fekvő Alapajevszkbe.
Alapajevszkben a városi iskolában tartották őket fogva. Viszonylag nagy szabadságnak örvendtek a kezdetekben, sétákat tehettek a városban, járhattak templomba és beszélhettek a helybéliekkel. Az iskola kertjében növényeket termesztettek. Nyár elején a helyzet drasztikusan megváltozott, a társaság ténylegesen is az iskola rabja lett; az épületet magas fallal vették körül. 1918. július 18-án éjjel, egy nappal a cár és családja kivégzése után a foglyokat alvás közben megkötözték, és autókra pakolták. A rabokat a város közelében lévő bányák egyikéhez vitték. Az őrök itt puskatussal megverték, majd a bányába dobták őket. Hogy áldozataik biztosan meghaljanak, még kézigránátot is robbantottak. A robbanás betemette a foglyokat a bányába, de még napokig éltek.
1918. szeptember 28-án a fehér seregek bevették Alapajevszk városát abban a reményben, hogy még életben lelik a rabokat. A városlakók elvezették őket a bányákhoz, és a fehér katonák megkezdték a kivégzettek maradványainak összeszedését. A nyomozók és a fehér szakértők a ruháik alapján próbálták azonosítani az áldozatokat. A maradványokat újratemették az alapajevszki templomban, de nyolc hónappal később a fehér seregek feladni kényszerültek Alapajevszket. Irkutszkba vonultak vissza, és magukkal vitték a cári család maradványait is. A fehérek folyamatos hátrálásával a csontok egyre beljebb kerültek a kontinensen, végül egy pekingi orosz templomban temették el őket. A templom később megsemmisült, de feltételezések szerint a maradványok ma is ott találhatóak. A rendszerváltás után az orosz ortodox egyház kanonizálta Igor herceget és alapajevszki társait, a szovjet rendszer áldozatainak nyilvánítva őket.